# Sicariinae
Sicariinae – podrodzina pająków z rodziny Sicariidae. Obejmuje 30 opisanych gatunków sklasyfikowanych w rodzajach Sicarius i Hexophthalma. Zamieszkują południową Afrykę oraz Amerykę Południową i Centralną.

## Morfologia
Pająki o ciele zaopatrzonym w szczecinki przywierające do cząstek gleby. Ubarwienie mniej więcej tak długiej jak szerokiej prosomy jest brązowe, czasem z rudym odcieniem. Na karapaksie występuje sześcioro oczu (brak pary przednio-środkowej) rozmieszczonych w trzech diadach. Zrośnięte nasadami szczękoczułki pozbawione są serruli i ząbków na krawędziach bruzd, za to mają wzdłuż przednich krawędzi blaszki o spiczastych wierzchołkach. Warga dolna jest dłuższa niż szeroka i ku szczytowi zwężona. Szczęki stykają się przed wargą. Nogogłaszczki mają szereg cierni na udach i pozbawione są pazurków. Sternum jest sercowate, rzadziej owalne. Odnóża bywają brązowe, żółte, pomarańczowe lub pomarańczowobrązowe. Uda mają stronę grzbietową z wyjątkiem linii środkowej porośniętą makroszczecinkami o ściętych wierzchołkach. Na goleniach występuje osiem szeregów spiczastych makroszczecinek, w których dłuższe przemieszane są z krótszymi. Stopy zwieńczone są dwoma pazurkami. Zaokrąglona z nieco ściętym szczytem opistosoma jest jasnoszara, brązowawoszara, brązowawożółta lub jasnobrązowa i ma od trzech do sześciu poprzecznych rzędów makroszczecinek. Brak jest tchawek bocznych, zaś tchawka tylna zbudowana jest z pary długich i szerokich, zrośniętych entapofiz. Kądziołki przędne pary przednio-bocznej są dwuczłonowe, porośnięte długimi, czarnymi szczecinkami i mogą być zaopatrzone w długie, nitkowate gruczoły ampułkowate większe. Kądziołki przędne pary tylno-środkowej zaopatrzone są w kilka gruczołów groniastych. Brak jest stożeczka i siteczka przędnego. Nogogłaszczki samca mają niezmodyfikowany, gruszkowaty bulbus z wyróżnialną nasadą, korpusem i embolusem.

## Rozprzestrzenienie
Przedstawiciele podrodziny występują w krainie etiopskiej i neotropikalnej. W Afryce znani są z Namibii, Zimbabwe i Południowej Afryki, w Ameryce zaś z Salwadoru, Nikaragui, Kostaryki, Galapagos, Ekwadoru, Peru, Brazylii, Boliwii, Paragwaju, Chile i Argentyny.

## Taksonomia
Takson rangi ponadrodzajowej od rodzaju Sicarius wprowadził jako pierwszy Eugen von Keyserling w 1800 roku pod nazwą Sicaroidae. Podrodzinę Sicariinae we współczesnym sensie zdefiniowali i zrewidowali w 2017 roku Ivan Magalhaes, Antonio Brescovit i Adalberto Santos. Według wyników ich analizy filogenetycznej Sicarius stanowi grupę siostrzaną dla afrykańskiego rodzaju Hexophthalma, tworząc z nim klad siostrzany dla rodzaju Loxosceles.